# Canti carnascialeschi
I Canti carnascialeschi furono un genere musicale in voga a Firenze nel Quattrocento ai tempi di Lorenzo il Magnifico, a cui viene attribuita anche la loro paternità.
La loro diffusione andò ben oltre il Cinquecento, come attestò la prima antologia curata da Anton Francesco Grazzini nel 1559, intitolata Tutti i trionfi, carri, mascherate o canti carnascialeschi andati per Firenze dal tempo del Magnifico Lorenzo vecchio de’Medici; quando egli ebbero prima cominciamento per infino a questo anno presente 1559, che è stata presa come modello di riferimento dagli storici della letteratura, quali Charles S. Singleton negli anni quaranta e cinquanta del Novecento. 
Dopo la morte di Lorenzo (1492) e durante la predicazione di Savonarola, i festeggiamenti carnevaleschi furono sostituiti da processioni e da laudi religiose. Dopo la morte di Savonarola (1498), i divertimenti del Carnevale furono ripristinati.
I canti carnascialeschi assomigliano ai Carri e ai Trionfi, dato che tutti questi generi seguono una forma metrica popolare, come la barzelletta o la ballata, intervallata da un ritornello ed arricchita, talvolta dalla simulazione della caccia e della frottola. Questi canti abitualmente venivano eseguiti durante le feste di carnevale da un gruppo di maschere camminanti sulla strada o collocate sui carri. Quando quelle mascherate rappresentavano divinità mitologiche e personificazioni di virtù, quei canti erano chiamati Trionfi, quando impersonavano mestieri o l'umanità Carri.
Le maschere rappresentavano principalmente i mestieri e lo scopo della rappresentazione era quello di descrivere sia i gesti e le abitudini della categoria sia di alludere e riferirsi grazie a doppi sensi alla grande tematica della pratica dell'amore. Tra i mestieri raffigurati all'epoca erano immancabili quelli dello spazzacamino, del tessitore, del dipintore.I canti venivano anche musicati come ha potuto attestare Federico Ghisi nella sua ricerca storica effettuata nel 1937. Gli autori sono per lo più anonimi anche se è noto che persino i migliori poeti del tempo, tra i quali il Pulci e il Poliziano, si cimentarono.
È proprio di Lorenzo il Magnifico il canto più rinomato, intitolato Il trionfo di Bacco e Arianna, nel quale si ritrova mirabilmente lo spirito della sua epoca. Il tono stesso dei canti mutò a seconda delle condizioni storico e sociali, basti pensare al passaggio dalla malizia ed eleganza del periodo del Magnifico, all'ascetismo della breve fase di Savonarola e alla freddezza caratterizzante l'inizio dei primi granduchi.
Il primo musicista conosciuto che si dedicò ai canti carnascialeschi fu Heinrich Isaac, attivo a Firenze dal 1485, che instituì una "nuova scuola fiorentina", caratterizzata da una scrittura polifonica e da modalità musicali complesse.
I canti più noti sono: il Canto de berniquola, su testo di Lorenzo e musica di Henrich Isaac; il Canto dei farcitori d’olio, su musica di Alexander Agricola; il Canto de’ cialdonai, di anonimo; il Canto delle rivenditore, di anonimo; il Canto dei poveri che accettano la carità, di anonimo su testo di Lorenzo; il Canto di uomini allegri e goditori, di anonimo.
Galiani e Martorana definirono canti carnascialeschi anche quelle poesie cantate a Napoli durante le feste popolari, non soltanto carnevalesche, chiamate "coccagne": alcuni di questi canti carnascialeschi furono giudicati incantevoli e ricchi di lirismo stravagante.